# سید صادق طباطبایی‌نژاد
دکتر سید صادق طباطبایی‌نژاد نماینده مردم اردستان در یازدهمین دوره مجلس شورای اسلامی بوده است. وی پیش از این نمایندهٔ دورهٔ دهم از حوزهٔ انتخابیهٔ اردستان در استان اصفهان بود. او فرزند سید یوسف طباطبایی نژاد امام جمعه اصفهان است.
سید صادق طباطبایی‌نژاد در دوره یازدهم  با کسب ۱۳ هزار و ۲۲۹ رای از مجموع ۲۷ هزار و  ۵۱۰ رای به‌ عنوان نماینده حوزه انتخابیه اردستان در مجلس شورای اسلامی انتخاب شد. وی در دوره دهم با کسب ۱۶٬۱۰۰ رای از مجموع ۳۰٬۰۷۵ رای معادل ٪ ۵۳٫۵۳ درصد آرا به مجلس راه پیدا کرده بود. وی در سال اول نمایندگی خود، در کمیسیون فرهنگی به عنوان یکی از اعضای کمیته تخصصی «فرهنگ، هنر و رسانه» بود و همچنین در فراکسیون روحانیون مجلس مشغول به فعالیت است.
این نماینده مردم اردستان یکی از حافظین کل قرآن کریم نیز میباشد.
طباطبایی نژاد در اولین سال نمایندگی دوره دهم به عنوان نایب رئیس مجمع نمایندگان استان اصفهان انتخاب شد.

## سوابق و فعالیت‌ها
- نماینده مجلس شورای اسلامی
- عضو فراکسیون روحانیون
- کمسیون فرهنگی(عضو کمیته تخصصی فرهنگ، هنر و رسانه)
- نایب رییس مجمع نمایندگان استان اصفهان
- نمایندهٔ دورهٔ دهم مجلس شورای اسلامی از حوزه انتخابیه اردستان[۷]